# جون نيستروم (عداء مراثوني)
جون نيستروم (بالسويدية: Johan Nyström)‏ هو عداء مراثوني سويدي، ولد في 16 أبريل 1874 في بلدية أبلاندس-برو في السويد، وتوفي في 30 سبتمبر 1968 في Tierp ‏ في السويد.

## وصلات خارجية
- جون نيستروم على موقع اللجنة الأولمبية الدولية (الإنجليزية)
- جون نيستروم على موقع أوليمبيديا (الإنجليزية)
- جون نيستروم على موقع اللجنة الأولمبية السويدية (السويدية)